# The Council
 (décembre 2018).
Si vous disposez d'ouvrages ou d'articles de référence ou si vous connaissez des sites web de qualité traitant du thème abordé ici, merci de compléter l'article en donnant les références utiles à sa vérifiabilité et en les liant à la section « Notes et références ».
The Council est un jeu vidéo épisodique d'aventure narratif, composé de cinq épisodes, édité par Focus Home Interactive et développé par Big Bad Wolf Studio. Le premier épisode est sorti le 13 mars 2018.
C'est le premier jeu de la filiale de Cyanide Studio basée à Bordeaux.

## Histoire
En 1793, Louis Mauras de Richet (incarné par le joueur) est invité par Lord Mortimer sur son île où se situe son manoir. Il doit également retrouver sa mère, Sarah Faustine de Richet qui a disparu mystérieusement sur cette île. Cette dernière est le grand maître de la branche française de l'Ordre Doré, une société secrète à laquelle appartient aussi Louis. Trahisons, manipulations, et complots politiques sont au programme. Au cours de l'aventure, Louis retrouvera sa mère qui lui apprendra alors la véritable identité de Lord Mortimer (ainsi que la plupart des invités de l'île). En effet, Mortimer est en réalité un Daemon, une créature ayant des pouvoirs surnaturels, tel qu'une forme de télépathie ou bien la prise de contrôle d'un corps étranger. Ces êtres supérieurs ont pour but de diriger les puissants de ce monde pour ainsi gouverner l'Homme.  

## Épisodes
Épisode 1 : The Mad Ones (sortie le 13 mars 2018)

Épisode 2 : Hide and Seek (sortie le 15 mai 2018)

Épisode 3 : Ripples (sortie le 24 juillet 2018)

Épisode 4 : Burning Bridges (sortie le 25 septembre 2018)

Épisode 5 : Checkmate (sortie le 4 décembre 2018)

Une version physique est sortie le même jour que le dernier épisode.

## Personnages
À la manière d'Assassin's Creed, le jeu mélange à la fois des personnages fictifs et historiques.

### Personnages fictifs
- Louis Mauras de Richet : Fils de Sarah de Richet et membre de l'Ordre Doré. C'est le personnage que le joueur contrôle au cours du jeu.
- Sarah Faustine de Richet : mère de Louis et chef de l'Ordre Doré en France.
- Emily Hillsborrow : duchesse anglaise
- Emma Hillsborrow : sœur jumelle d'Emily. Comme elles se ressemblent physiquement trait pour trait, s'habillent de la même manière, et ont en plus la même voix, elles en jouent auprès des autres convives. De cette façon, leur interlocuteur sera persuadé d'avoir avoir affaire à Emily alors qu'il s'agit en réalité d'Emma.
- Giuseppe Piaggi : cardinal envoyé par le pape Pie VI. Il connait bien l'Ordre Doré et Sarah de Richet avec laquelle il a des rapports discrets.
- Lord William Mortimer : maître de maison de l'île éponyme dans laquelle il invite des convives lors de réceptions mondaines.
- Sir Gregory Holm : ami proche de Lord Mortimer. Quand ce dernier est absent, il assure l'accueil des invités.
- Jacques Péru : juge du tribunal révolutionnaire français.

### Personnages historiques
- Président George Washington : le premier président américain est aussi le grand maître de l'Ordre Doré aux États-Unis, ce qui le place au même rang que Sarah de Richet.
- Napoléon Bonaparte : le futur empereur de France n'est encore qu'un lieutenant. Il vient chercher auprès de l'Ordre Doré un appui militaire.
- Elisabeth Adams : fille de John Adams, vice-président de George Washington. Elle a des troubles du comportement et en veut personnellement à Sarah de Richet.
- Johann Christoph von Wöllner : ministre de Frédéric-Guillaume II de Prusse.
- Manuel Godoy.

## Système de jeu

### Principes de base
The Council semble être de prime abord une aventure narrative classique, il est un peu plus que ça puisque c'est également un RPG. En effet, après quelques minutes de jeu, le joueur devra choisir entre trois classes : diplomate, occultiste et détective. Les points de vie, élément essentiel dans un RPG, se nomment ici les points d'effort, visible en bas à gauche de l'écran.

### Les confrontations
Contrairement à un RPG classique où les combats sont physiques, les combats de The Council, appelés confrontations, sont davantage des combats verbaux ou Louis devra convaincre son interlocuteur. Chaque personnage du jeu possède une vulnérabilité et une résistance à une catégorie particulière (psychologie, logique, etc.) C'est à Louis de les découvrir au fil de l'aventure. Si au cours de la confrontation, le joueur tombe sur la résistance de son interlocuteur, il perd un point d'effort. En revanche, s'il exploite la vulnérabilité, il gagne un point d'effort. À noter aussi qu'il y a un temps limité pour répondre lors des confrontations, contrairement aux autres dialogues.

### Les opportunités
Parfois, le jeu nous fait remarquer un détail d'importance que ce soit sur un personnage ou sur un objet à un point précis. Le joueur doit dans un temps limité déplacer le curseur vers le point indiqué et le valider avec le bouton correspondant. Louis fera un commentaire à ce sujet. Attention toutefois, l'opportunité ne fonctionne à condition d'avoir la compétence et la classe équivalentes. Si le joueur n'a pas appris ladite compétence, l'opportunité est considérée comme ratée.

## Musique
La musique de The Council est signée Olivier Derivière à qui l'on doit de nombreuses musiques de jeux.

## Critiques
- Ce jeu vidéo a été testé par plusieurs sites de jeux vidéo comme Gameblog, Adventure Gamers ou Jeuxvideo.com.